# Robert Samulski
Robert Samulski (ur. 6 marca 1908 w Zielonej Wsi, zm. 22 września 1990 w Münster) – niemiecki bibliotekarz i historyk.

## Życiorys

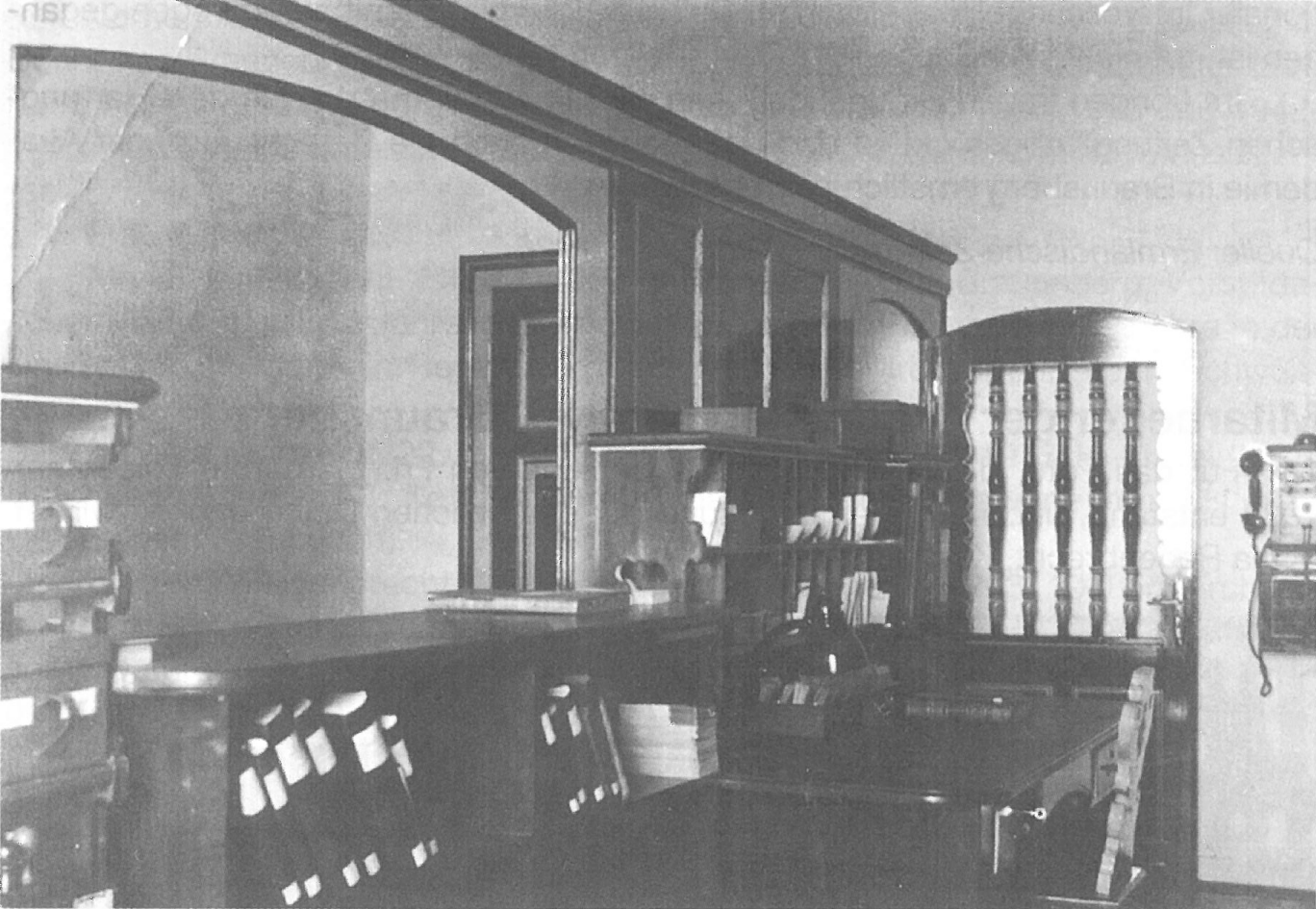
Wypożyczalnia bibioteki akademickiej w Braniewie przed wojną

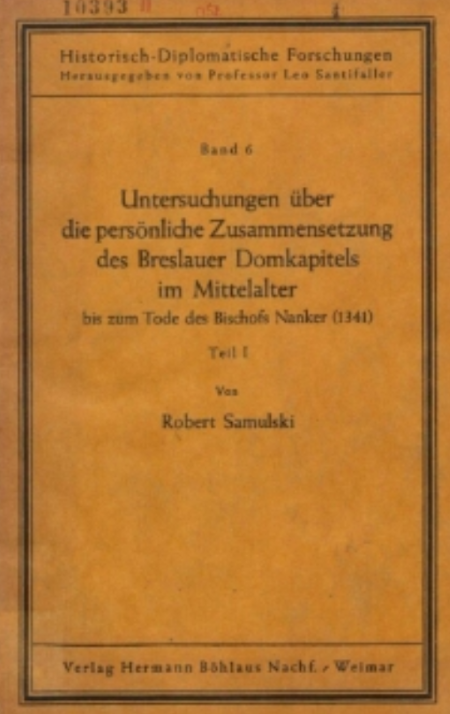
Untersuchungen über die persönliche Zusammensetzung..., Weimar 1940

Urodził się w Zielonej Wsi w powiecie Rawitsch w prowincji poznańskiej jako syn Roberta Samulskiego i Margarete z domu Kramarz. Gdy miał półtora roku, rodzina przeprowadziła się do Żmigrodu. Tam dorastał i uczęszczał do szkół. Do szkoły średniej poszedł do renomowanego katolickiego gimnazjum św. Macieja we Wrocławiu, tam w 1927 uzyskał maturę. Od semestru letniego 1927 studiował teologię, filozofię oraz historię na Uniwersytecie Wrocławskim, w pierwszym okresie jako kandydat do kapłaństwa. W tym okresie nawiązał wiele przyjaźni, które utrzymywał, już jako członek laikatu, przez całe życie. 20 grudnia 1933 obronił na Uniwersytecie Wrocławskim dysertację Untersuchungen über die persönliche Zusammensetzung des Breslauer Domkapitels im Mittelalter, napisaną pod kierunkiem prof. Leo Santifallera. Następnie został bibliotekarzem. Pracował między innymi w bibliotece państwowej Unter den Linden w Berlinie oraz w Państwowej i Uniwersyteckiej Bibliotece w Królewcu (Universitätsbibliothek Königsberg). W marcu 1938 przeniósł się z Królewca do Państwowej Akademii w Braniewie, w której objął również funkcję dyrektora biblioteki akademickiej po dr. Edmundzie Will.
Bibioteka ta została założona w 1820 roku. W 1931 została połączona z bibioteką seminarium duchownego (Bibliothek des Bischöflich-Ermländischen Priesterseminars) i liczyła wówczas 100 000 pozycji, wśród książek znajdowało się wiele białych kruków. Ponieważ bibliotece Akademii podlegał również księgozbiór Warmińskiego Towarzystwa Historycznego, Robert Samulski szybko wciągnął się w działalność tego stowarzyszenia. Na posiedzeniu w dniu 30 września 1938 został przyjęty w poczet członków WTH. Mimo krótkiego okresu pobytu w Braniewie, zagłębił się w badania historii Warmii. Przewodniczący WTH Hans Schmauch zaangażował go w badania kopernikańskie, wkrótce został też przyjęty do zarządu Warmińskiego Towarzystwa Historycznego. Samulski nawiązał współpracę z katedrą fromborską, z biskupem Kallerem, z archiwistką diecezjalną Anneliese Triller oraz z prof. Władysławem Świtalskim, który sprawował nadzór nad biblioteką katedralną. Tuż przed wybuchem II wojny światowej Robert Samulski został zmobilizowany w stopniu podporucznika do stacjonującego w Braniewie 24. Wschodniopruskiego Pułku Piechoty (24. Ostpreußisches Infanterie-Regiment). W 1941 brał udział w wojnie na froncie wschodnim, został ciężko ranny pod Wolchow w obwodzie leningradzkim. Dostał postrzał w udo, z roztrzaskaniem kości i rozerwaniem tętnicy, groziła mu amputacja całej nogi. Spowodowało to, że dopiero w ostatnim roku wojny powrócił na wojnę, już jako tylko oficer szpitala polowego. W kwietniu 1945 trafił do niewoli amerykańskiej.
Od grudnia 1945 rozpoczął, razem z Christophem Weberem, który w okresie narodowego socjalizmu został karnie przeniesiony z Kilonii do Królewca, gdzie się poznali, porządkować całkowicie zniszczoną bibliotekę uniwersytecką w Münster. Szczególną uwagę poświęcał literaturze Prus Wschodnich. W 1952 przystąpił do westfalskiego związku badań genealogicznych. Gdy 5 stycznia 1955 Hans Schmauch reaktywował w Münster Warmińskie Towarzystwo Historyczne, Robert Samulski został mianowany jego dyrektorem zarządzającym, którą to funkcję sprawował do roku 1966.
Jego działalność naukowa skupiała się głównie na historii Kościoła na Śląsku i na związkach Warmii ze Śląskiem. Ponadto przez długie lata, także po przejściu na emeryturę w 1972 roku, współpracował przy opracowywaniu haseł encyklopedycznych do Lexikon für Theologie und Kirche, Neue Deutsche Biographie oraz Altpreußische Biographie. Jego praca u schyłku życia wymagała dużo poświęcenia, gdyż poruszał się tylko na wózku inwalidzkim. Jego żona opiekowała się nim do samej śmierci. Zmarł 22 września 1990 roku. Ceremonia pogrzebowa miała miejsce 27 września, po której spoczął na cmentarzu leśnym Lauheide w Münster.

## Życie prywatne
W 1933 poślubił dyplomowaną bibliotekarkę Margarete Heilmann z Brzegu nad Odrą, córkę Paula Heilmanna, znanego wydawcy gazety „Brieger Zeitung”. Z małżeństwa narodziło się dwoje dzieci – Peter i Christine. Peter Samulski (ur. 1938 w Braniewie) został również bibliotekarzem, był także mistrzem świata w biegach długodystansowych.

## Publikacje
- Untersuchungen über die persönliche Zusammensetzung des Breslauer Domkapitels im Mittelalter, 1933
- Die Veröffentlichungen Friedrich Andreaes, 1939
- Untersuchungen über die persönliche Zusammensetzung des Breslauer Domkapitels im Mittelalter bis zum Tode des Bischofs Nanker, 1940
- Kardinal-Bertram-Bibliographie, 1949
- Liturgische Bibliographie. Neuerscheinungen, Münster 1951
- Das kulturelle Antlitz Schlesiens in der europäischen Mitte, 1961
- Trachenberg in Schlesien 1253–1953. 700 Jahre deutscher Stadt, 1962
- Die Breslauer Weihbischöfe, t. 1, 1964
- Die ostdeutschen Bestände in der Universitätsbibliothek zu Münster, Münster 1964
- Bibliographie Hubert Jedin, Aschendorff, Münster, 1965
- Georg Siegmund, Königstein, 1973